# Jambanduänka
Jambanduänka (Vidua raricola) är en fågel i familjen änkor inom ordningen tättingar.

## Utbredning och systematik
Fågeln förekommer diskontinuerligt från Sierra Leone österut till sydvästra Sudan, nordöstra Demokratiska republiken Kongo. södra Sydsudan och västra Etiopien. Den behandlas som monotypisk, det vill säga att den inte delas in i några underarter.

## Status
IUCN kategoriserar arten som livskraftig.